# Musicien du métro de Paris

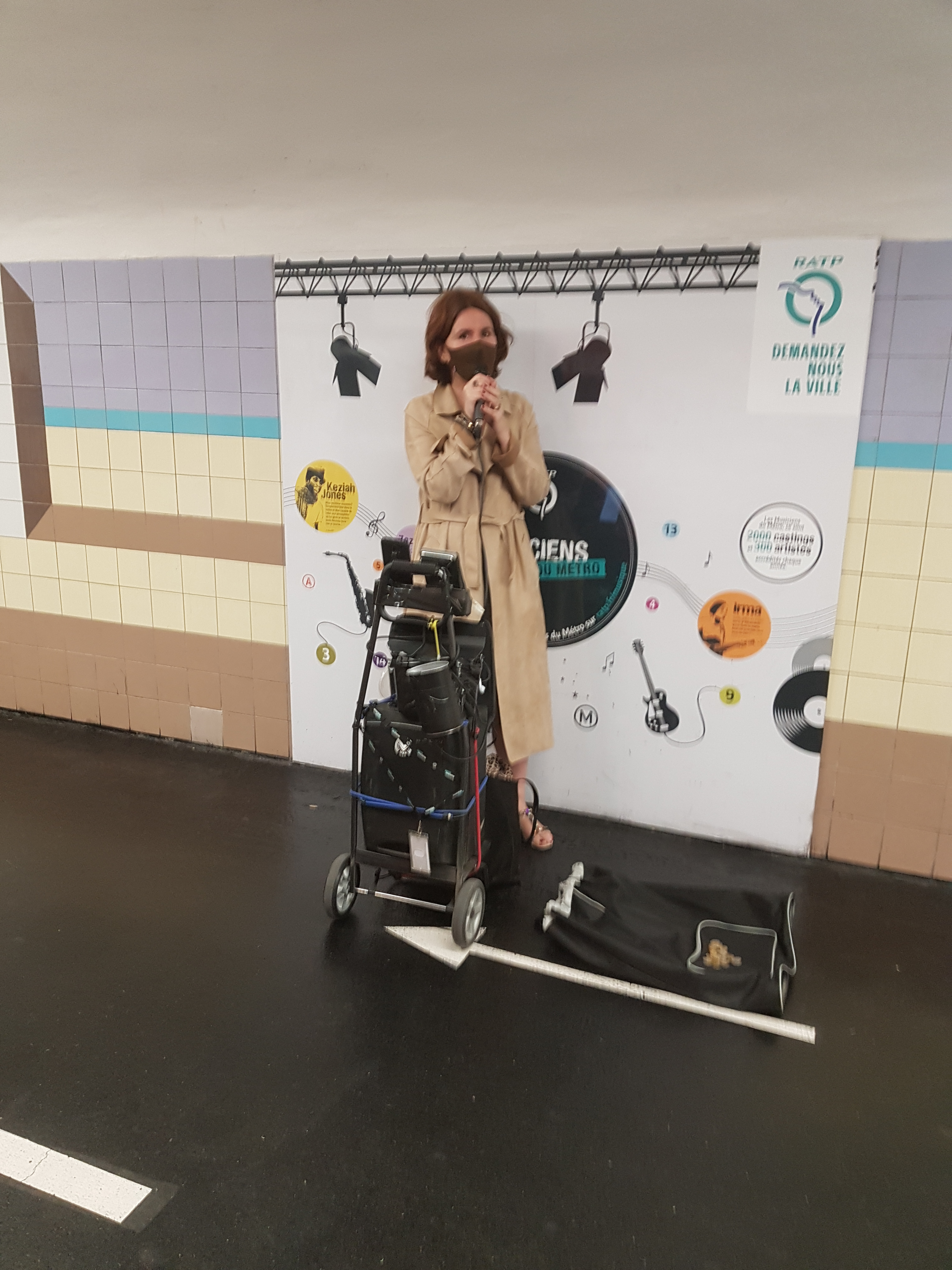
Une chanteuse officielle du métro reconnaissable par l'affichage derrière elle.

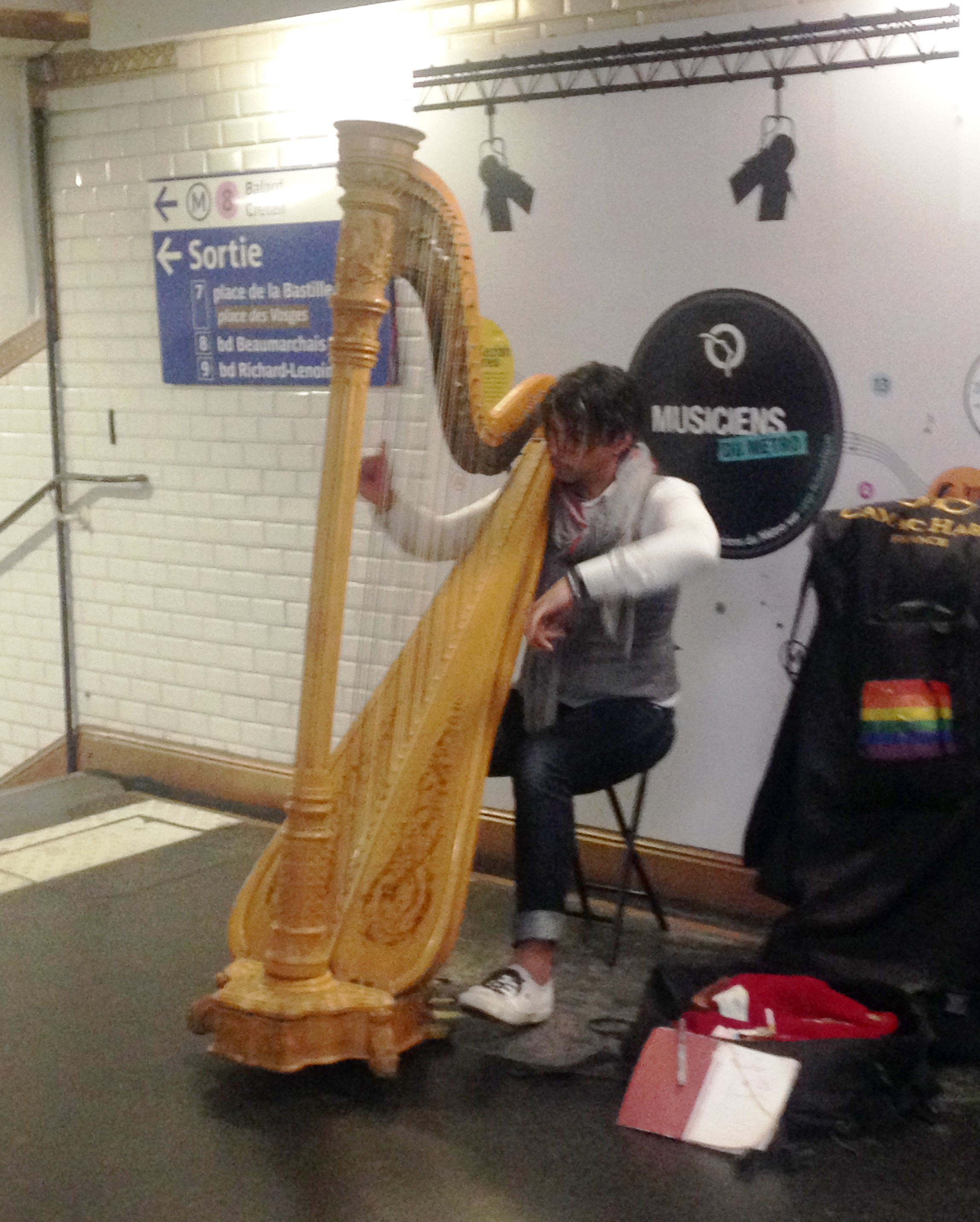
Un harpiste à Châtelet entre les arrêts des lignes 1 et 4.

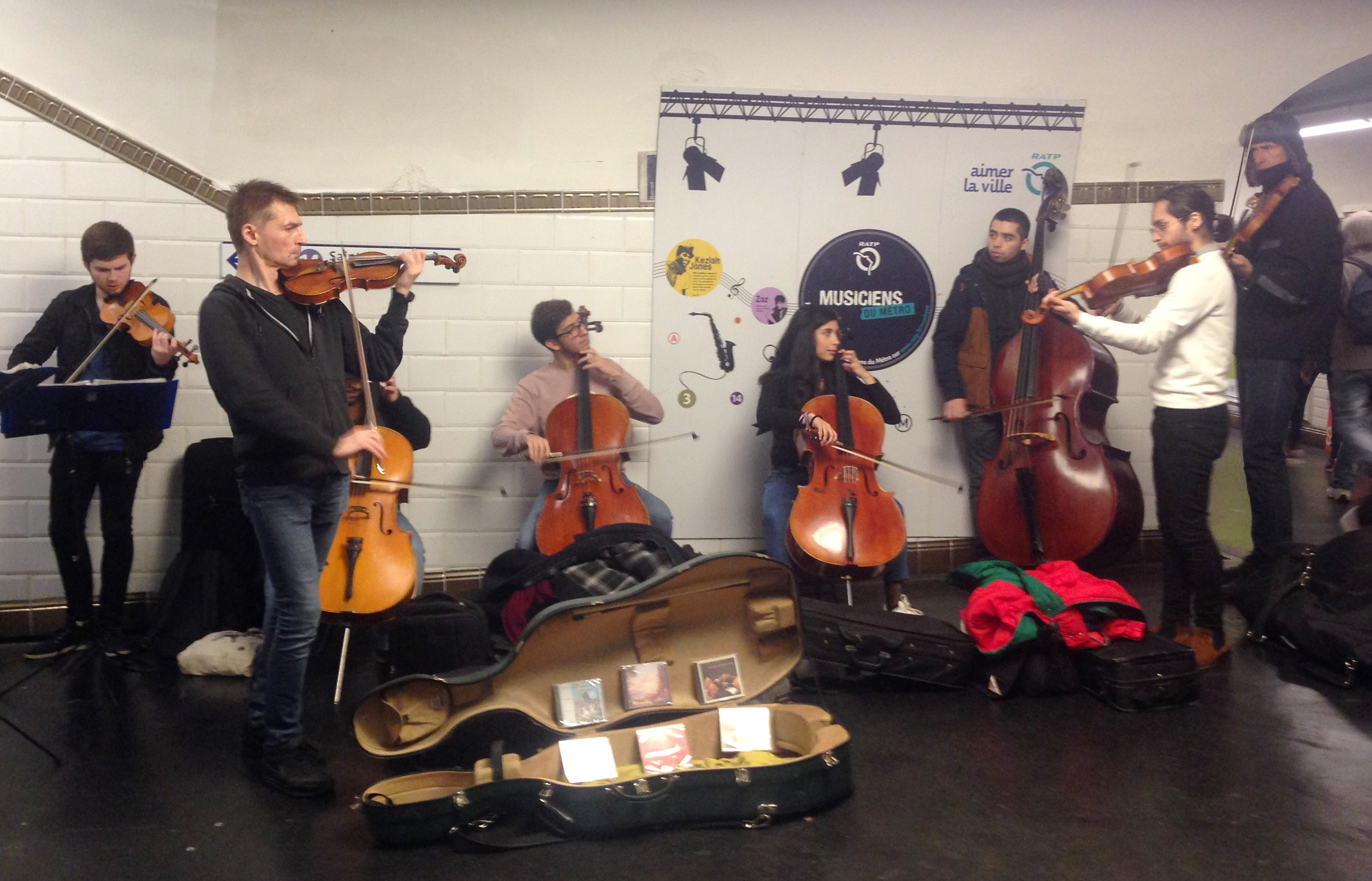
Un orchestre de chambre dans la même station.

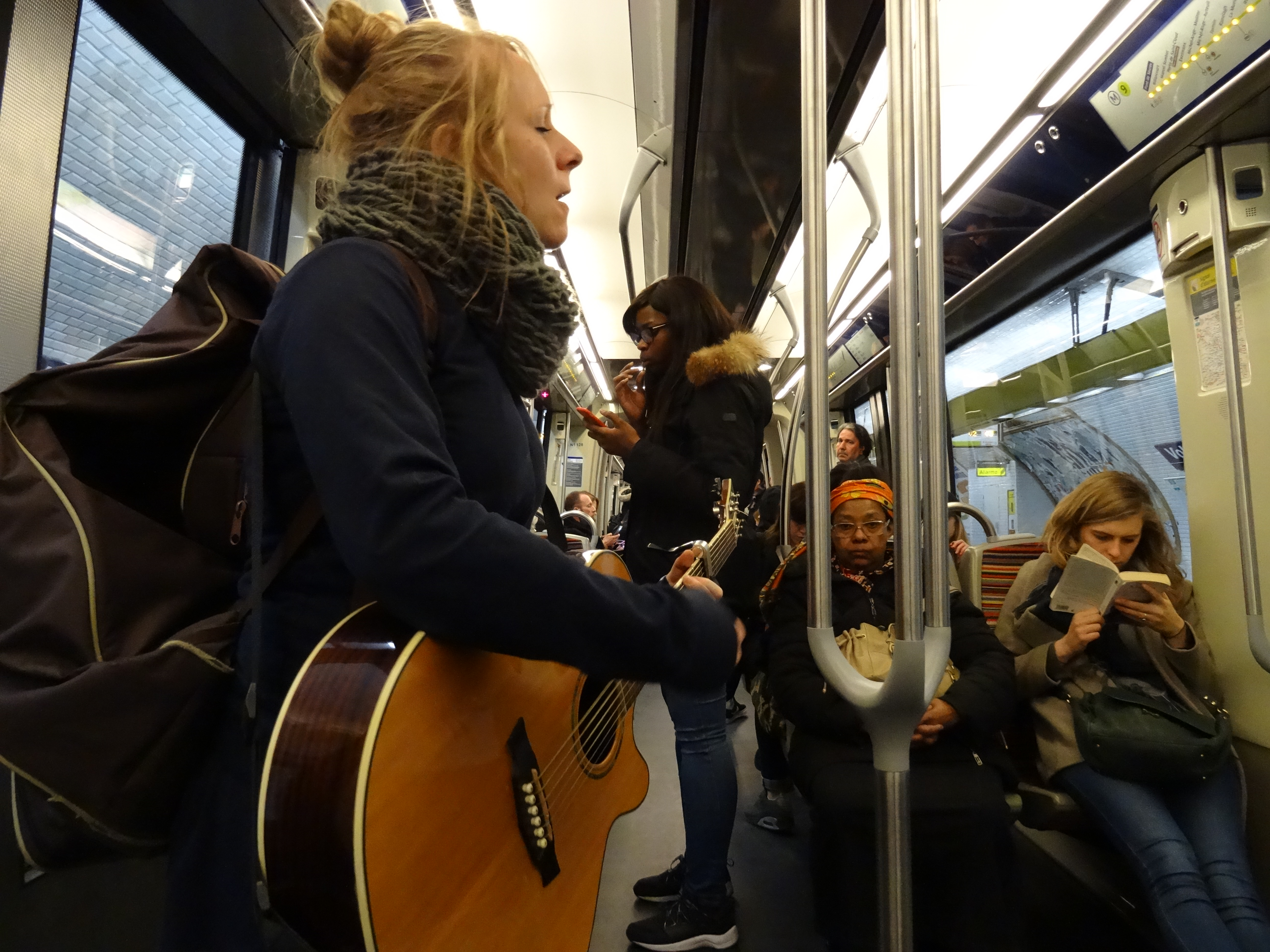
Des concerts clandestins, interdits par la RATP, ont parfois lieu dans les rames du métro.

Un musicien du métro de Paris est une personne agréée ou non par la Régie autonome des transports parisiens (RATP) pour lui permettre de jouer dans l'enceinte du métro de Paris.
Les accréditations sont attribuées par un jury composé d'employés volontaires de la Régie.

## Histoire

### Création de la structure
En 1973, une étude commandée par la RATP mentionne deux situations opposées : le bus est jugé peu fiable mais agréable à utiliser ; le métro est jugé très efficace mais reste jugé comme un endroit clos, triste, sombre et déshumanisé (avant même l'apparition des composteurs automatiques) où l'expression Métro-Boulot-Dodo prend tout son sens.
Pierre-Robert Tranié est missionné pour suggérer des améliorations : « Il [faut] apporter quelque chose pour combler le temps vide, le temps mort. Pour que prendre le métro ne soit pas seulement une descente aux enfers », dit-il.
La RATP utilise alors les infrastructures de son métro (puis de son RER) pour proposer à ses voyageurs diverses distractions, d'abord événementielles, puis au quotidien.
La Régie exclut toute animation à l'intérieur des rames du métro (les voyageurs pourraient se sentir "prisonniers" de la rame sonorisée), mais valide l'idée d'une animation dans les stations. La Direction souhaite même élargir ces animations pour intégrer les problèmes de la vie quotidienne : « Show métiers » proposera ainsi une animation dédiée à l'orientation des jeunes.[Passage à actualiser]
En 1983, ce service est doté de trois millions de francs pour son fonctionnement ; elle les justifie en rappelant le confort du voyageur, mais aussi en évoquant l'amélioration de l'image de marque de la société. À titre de comparaison, ce budget est deux fois moindre que celui de la communication directe (dont notamment le resté célèbre « Ticket-chic, ticket-choc » de l'époque).

### 1977:Métro Molto Allegro
La première expérience musicale de la RATP remonte à 1977 avec une opération nommée Métro Molto Allegro au cours de laquelle 100 artistes se produisent dans 20 stations, avec le final à la gare d'Auber, réunissant 5 000 personnes.

### 1989
En 1989, la RATP décide d'autoriser certains musiciens à jouer dans le métro afin d'élargir sa politique d'animation du réseau. Ces derniers sont autorisés à jouer uniquement dans les couloirs pour ne pas importuner les voyageurs captifs dans les rames et pour préserver la sécurité des voyageurs sur les quais. Ainsi, entre 1989 et 1997, une centaine de musiciens étaient accrédités chaque année par la RATP. À l'époque, il n'y avait pas de structure dédiée : c'était le département de la sécurité qui se chargeait d'autoriser ces musiciens à jouer. Il n'y avait pas d'auditions : les premiers arrivés étaient les premiers servis.

### 1997: Espace Métro Accords
Devant l'affluence de musiciens, la RATP est contrainte de mieux s'organiser. Une structure dédiée est créée pour faire face au nombre de demandes.

## Auditions

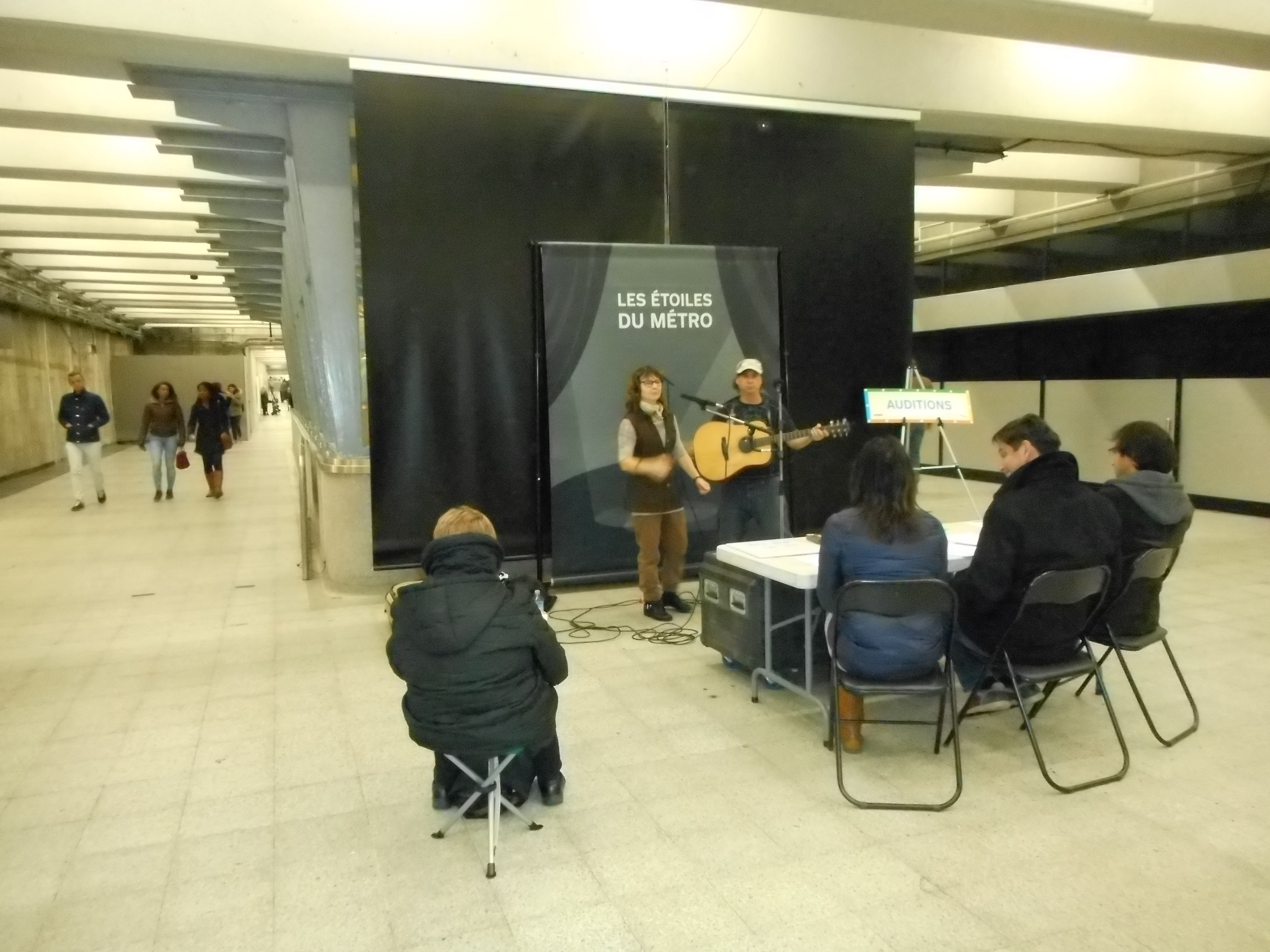
Auditions en cours dans une station de métro parisienne avec un jury.

Les auditions se déroulent tous les semestres (octobre et mars environ). L'Espace Métro Accords distribue environ 300 accréditations par semestre. Chaque année, plus de 2 000 personnes présentent leur candidature.
Lors de l'ouverture des inscriptions, les candidats doivent envoyer une lettre de motivation. Le jury fait ensuite une première sélection en fonction du contenu des lettres reçues.
Les candidats doivent interpréter deux morceaux devant un jury composé de salariés de la RATP, et d'usagers du réseau. La réponse de l'organisateur, favorable ou non, est fournie environ une semaine après l'audition.

## Chanteurs devenus professionnels
Cette structure a contribué à lancer la carrière de plusieurs artistes parmi lesquels, entre autres, on trouve : Lââm, Keziah Jones, Manu Dibango, Touré Kounda, Dany Brillant, Ben Harper, Anis, William Baldé, Pep's et Zaz.